# Scopula restricta
Scopula restricta là một loài bướm đêm trong họ Geometridae.